# Porta Cremona
Porta Cremona, nota anche come Porta Cremonese, è un monumento di Lodi. È l'unica rimasta tra le antiche porte di accesso alla città, impiegate per secoli come barriere daziarie.

## Storia
In epoca medievale, per accedere alla città da sud bisognava attraversare un ponte levatoio sulla roggia Molina, e quindi la porta detta "cremonese". Per difendere e controllare il territorio della sottostante palude di Selvagreca, l'imperatore Federico II, nipote di Federico Barbarossa, nel 1234 fece erigere in questa zona anche un castello che ebbe però vita breve: dopo la morte dell'imperatore, nel 1251 i milanesi, entrati in città con l'aiuto di Sozzo Vistarini, ne imposero la distruzione. Al giorno d'oggi, dalla scalinata che porta il nome dell'imperatore si può vedere una torretta di guardia, detta specola. La porta cremonese presenta tre ingressi: quello centrale veniva utilizzato dai carri con le merci e dai nobili a cavallo, e veniva chiuso con un portone in legno al tramonto, i due laterali erano riservati ai pedoni. L'aspetto attuale è dovuto al completo rifacimento realizzato tra il 1790 e il 1792 dall'architetto Antonio Dossena.
La barriera daziaria a Lodi venne abolita il 30 aprile 1911, in esecuzione della deliberazione del Consiglio Comunale del 23 aprile 1910; a ricordo dell'evento venne posta sulla Porta una lapide commemorativa.
Dopo la seconda guerra mondiale venne proposto di abbattere la porta, ormai divenuta inutile, per ragioni viabilistiche; tuttavia, in considerazione della sua importanza storica e architettonica, essa venne sottoposta a vincolo da parte della Sovrintendenza ai Monumenti e pertanto tutelata.